# ۱۹۶ (قمری)
۱۹۶ (قمری)، صد و نود و ششمین سال در گاهشماری هجری قمری است. اول محرم این سال برابر با بیست و هفتم سپتامبر سال ۸۱۱ میلادی است.